# Pasaje
Pasaje är en ort i Ecuador.   Den ligger i provinsen El Oro, i den sydvästra delen av landet, 400 km söder om huvudstaden Quito. Pasaje ligger 30 meter över havet och antalet invånare är 44 860.
Terrängen runt Pasaje är platt åt nordväst, men åt sydost är den kuperad. Runt Pasaje är det ganska tätbefolkat, med 78 invånare per kvadratkilometer. Närmaste större samhälle är Machala, 18,6 km väster om Pasaje. Omgivningarna runt Pasaje är en mosaik av jordbruksmark och naturlig växtlighet.